# 瑞典驻华大使馆
瑞典驻华大使馆（瑞典語：Sveriges ambassad i Peking）是瑞典王國對中華人民共和國派設的外交代表機構，位于北京市朝阳区三里屯东直门外大街3号。另外，瑞典在上海、香港设有领事馆。瑞典驻华大使馆的兼轄范围还包括蒙古国，驻华大使兼任驻蒙大使。

## 历史沿革
1948年，瑞典在華设立大使馆，驻國民政府首都南京。1950年1月14日，瑞典宣布承认中华人民共和国，5月9日正式建交，使馆迁至北京。

## 外部連結
- 官方网站